# Bully (Sekwana Nadmorska)
Bully – miejscowość i gmina we Francji, w regionie Normandia, w departamencie Sekwana Nadmorska.
Według danych na rok 1990 gminę zamieszkiwało 677 osób, a gęstość zaludnienia wynosiła 34 osoby/km² (wśród 1421 gmin Górnej Normandii Bully plasuje się na 353. miejscu pod względem liczby ludności, natomiast pod względem powierzchni na miejscu 54.).